# Siderische maand

1–2 siderische maand en
1–3 synodische maand

Een siderische maand, Latijn: sidus, ster, is de tijd waarin de Maan ten opzichte van de vaste sterren een volledige omloop om de Aarde volbrengt. De siderische maand duurt ongeveer 27,3217 dagen, dat is 27 dagen, 7 uur, 43 minuten en 11,6 seconden. Dit is tevens de tijd waarin de maan een volledige omloop om haar as volbrengt ten opzichte van de vaste sterren, omdat de rotatie van de Maan om de Aarde een synchrone rotatie is.
- Er zijn behalve de siderische maand ook de siderische dag, de periode waarin de Aarde een volledige omwenteling om de aardas maakt, en
- het siderische jaar, de duur waarin de Aarde eenmaal een baan om de Zon doorloopt.
- Een synodische maand is de tijd waarin de Maan ten opzichte van de Zon een volledige omloop om de Aarde maakt.
- De maanmaand is de tijd dat het tussen twee opeenvolgende keren duurt, dat de Maan op dezelfde positie ten opzichte van de Aarde staat.